# Мнішкув (Нижньосілезьке воєводство)
Мнішкув (пол. Mniszków) — село в Польщі, у гміні Яновиці-Великі Єленьоґурського повіту Нижньосілезького воєводства.
Населення — 82 особи (2011).
У 1975—1998 роках село належало до Єленьоґурського воєводства.

## Демографія
Демографічна структура станом на 31 березня 2011 року:
|          | Загалом | Допрацездатний вік | Працездатний вік | Постпрацездатний вік |
| -------- | ------- | ------------------ | ---------------- | -------------------- |
| Чоловіки | 40      | 7                  | 31               | 2                    |
| Жінки    | 42      | 11                 | 24               | 7                    |
| Разом    | 82      | 18                 | 55               | 9                    |